# 东京基督教短期大学
东京基督教短期大学（日语：／ Tokyo Kirisutokyo Tanki Daigaku *）是过去一所位于日本千叶县印西市的私立短期大学。

## 概要

### 简介
- 学校最早可以追溯到1881年[1]。短期大学为于1966年开办[1]、由学校法人东京基督教学園学园经营、来教育的基础是新教。招生到于1989年、停办于1993年[2]。

### 历史
- 1966年 东京基督教短期大学成立并同时设置神学科[1]。
- 1969年 神学专攻成立于专科[1]。
- 1980年 神学科分离为两个专攻、以下列举[2]。
  - 神学专攻
  - 教会音乐专攻
- 1989年 校园迁到千叶县印西市从东京都国立市、招生最后、次年停止招生（正式停办于1993年11月30日[2]）。

## 学校环境
- 校区：在了千叶县印西市[注 1]

## 著名人和有关人员
- 藤原导夫

## 组织

### 学科
| - 神学科 - 神学专攻 - 教会音乐专攻 |

### 专科
| - 神学专攻 |

### 业余课程
| - 无 |

## 知名校友
- 新垣勉：男高音歌手、浸信會牧師

## 相关链接
- 日本短期大学列表
- 日本基督教短期大学